# Capillatus
Capillatus is het tweede deel in de naam van wolkensoorten, die worden gebruikt als onderdeel van een internationaal systeem om wolken te classificeren naar eigenschap volgens de internationale wolkenclassificatie. Capillatus betekent langharig, behaard of draadvormig. Als afkorting heeft capillatus cap. Er bestaat 1 wolkensoort die capillatus als tweede deel van zijn naam heeft:
- Cumulonimbus capillatus (Cb cap)

Capillatuswolken zijn aan de bovenkant langharig, vezelig of gestreept. Ze kenmerken zich door een ongeordende wolkenontwikkeling en cirruswolken zijn vaak in de nabijheid.

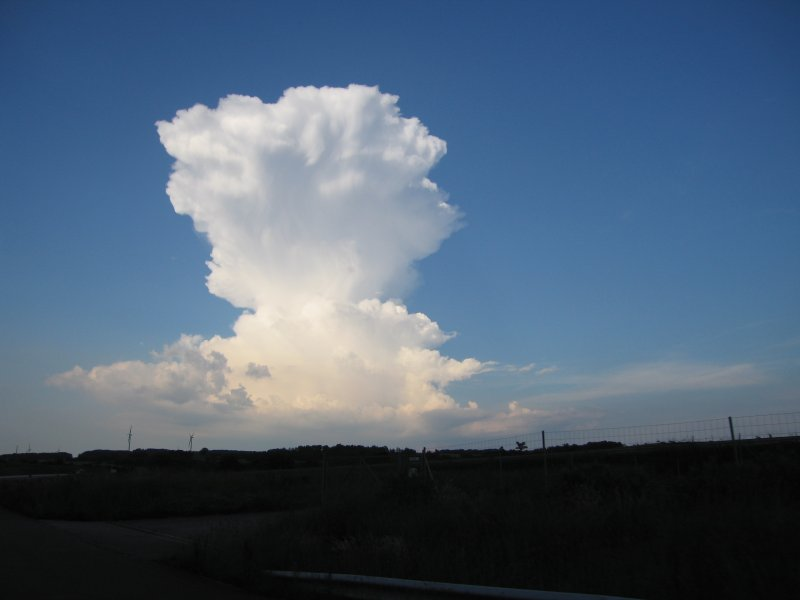
Cumulonimbus capillatus